# Affaire de Trans-en-Provence

L'affaire de Trans-en-Provence désigne l'atterrissage d'un « objet en forme de soucoupe volante » auquel aurait assisté un maçon de Trans-en-Provence (Var), Renato Nicolaï, le 8 janvier 1981, ainsi que les investigations qui ont suivi (rapport de la gendarmerie, enquête du GEPAN et analyses de l'INRA). Les conclusions du GEPAN, selon lesquelles le tassement et l'échauffement du sol sont dus à un « événement de grande ampleur », sont contestées par les chercheurs sceptiques de l'Observatoire zététique. Pour eux, il s'agit de ripages de pneumatiques, et l’affaire un canular dont certaines déclarations du témoin seraient l'aveu. 

## Le témoignage
Le 8 janvier 1981, vers 17 h, un habitant de Trans-en-Provence, Renato Nicolaï, maçon retraité, construit un abri en ciment pour la pompe à eau de son jardin. D'après son témoignage, il voit alors un engin atterrir, avec un léger sifflement mais sans flammes. 
Renato Nicolaï déclare par la suite : 

« L'engin avait la forme de deux assiettes renversées l'une contre l'autre. Il avait la couleur du plomb et possédait une nervure tout autour de sa circonférence. Sous l'appareil, j'ai vu, au moment où il se soulevait, deux genres de pièces rondes qui pouvaient être des réacteurs ou des pieds. Il y avait aussi deux autres cercles qui ressemblaient à des trappes. Les deux réacteurs ou pieds dépassaient légèrement sur 20 cm en dessous de l'appareil. Il mesurait environ 1,80 m de haut pour 2,50 m de diamètre. Peu après, l'objet décolla, pour disparaître bientôt au loin. »

Entre le début et la fin de l'observation il s'est écoulé de 30 à 40 secondes.
L'engin a laissé des traces au sol que le témoin montre le lendemain à son épouse, qui en parle à sa voisine, laquelle, passionnée par les ovnis, avertit la gendarmerie.

## Enquête
Des analyses ont été réalisées sur les plantes et les traces laissées à l'endroit de l'atterrissage présumé.

### Traces au sol
La brigade de gendarmerie, appelée sur les lieux, a procédé à l'examen des traces. Dans son rapport, elle écrit, à propos des traces laissées au sol : « Nous constatons la présence de deux cercles concentriques l'un de 2,20 m de diamètre, l'autre de 2,40 m. [...] deux parties diamétralement opposées de 0,8 m environ […] et qui présentent des stries noires semblables à des traces de ripage de pneumatiques longueur : 80 cm - largeur:10cm ».
Le rapport de la gendarmerie précise en outre qu'une description différente et erronée a été faite par un enquêteur de XYZ (le rapport ne précise pas de quel groupement ou association il s'agit) prétendant que « toute trace de végétation a disparu », ce qui est inexact, selon les termes du rapport.
Le GEPAN constate quant à lui que le sol a été tassé par un poids lourd, estimé entre 4 et 5 tonnes, qu'il a subi un échauffement thermique inférieur à 600 °C et qu'un dépôt d'oxyde de fer y a été laissé.

### Analyses biochimiques des échantillons
Michel Bounias, chercheur de l'INRA et expert en toxicologie végétale, a effectué des analyses de luzernes pour le compte du CNES. 
Les échantillons provenant de la périphérie, c'est-à-dire situés à une distance d'un mètre cinquante du centre de la trace, montrent un affaiblissement général des teneurs pigmentaires.
Michel Bounias émet l'hypothèse que la dépigmentation aurait pu être provoquée par une exposition à des radiations de micro-ondes. Selon lui, les luzernes sauvages ont subi des dégradations anormales, ayant provoqué un affaiblissement du processus de photosynthèse. La cause de cette perturbation pourrait être un champ électromagnétique pulsé dans la gamme des hautes fréquences.

### Conclusions du GEPAN
Le rapport du GEPAN conclut qu'« Il a été toutefois possible de montrer qualitativement l'occurrence d'un événement de grande ampleur ayant entraîné des déformations mécaniques, un échauffement, et peut-être certains apports de matériaux en trace ». Par contre, au plan biochimique, il ne se prononce pas sur l'origine des forts traumatismes que ces végétaux ont subi car il estime que « les connaissances actuelles sur les traumatismes que peuvent subir les végétaux, restent trop parcellaires pour que l'on puisse fournir dès à présent une interprétation précise et unique à ce remarquable faisceau de résultats. ». Le GEPAN a classé l'affaire de Trans en catégorie D (phénomènes non identifiés). 

### Commentaires
En 2007, un journaliste de L'Express commente le cas en ces termes : « L'affaire de Trans-en-Provence (...) demeure l'un des cas français les plus célèbres, moins par son scénario que par l'enquête scientifique exemplaire qu'elle a entrainée... »,.
Pour l'Observatoire zététique, « Cette nouvelle enquête exemplaire du GEPAN, de loin la plus souvent citée, se révèle pourtant être à l'analyse celle qui bafoue probablement le plus sa propre méthodologie de recherches. ». Sceptique devant les conclusions du GEPAN, Éric Maillot pose une question qui, selon lui, résume à elle seule la valeur de l'ovni de Trans-en-Provence : « Quel objet posé au sol, émettant probablement des micro-ondes pulsées, peut produire un échauffement du sol inférieur à 600°C et ne pas laisser de trace d'un d'effet thermique sur les plantes qui y poussent ? ».

## Analyse sceptique
Les sceptiques expliquent le cas par un ripage de pneu, peut-être dû à une bétonnière utilisée dans les travaux de maçonnerie qui ont eu lieu à cette époque, ou à un autre véhicule.
La démystification la plus ancienne (1995) se trouve dans la plaquette éditée par la Société d'enquête et de recherche sur les phénomènes aérospatiaux non identifiés (SERPAN), présidée par Michel Figuet : selon ce dernier, « des traces de pneus servirent de prétexte pour crédibiliser le témoignage unique de M. Niccolaï et cautionner la croyance aux ovnis d'origine E.T. ». 
David Rossoni, Éric Maillot et Éric Déguillaume critiquent pour leur part, en 2007, les interprétations extraterrestres de ce cas et défendent, contre l'avis des enquêteurs du GEPAN, le scénario d'un canular dans leur ouvrage Les ovnis du CNES – 30 ans d’études officielles,. Selon Éric Maillot, le témoin a fait la déclaration suivante à la fin d'une émission télévisée consacrée à son observation : « Le petit mot que je voulais dire moi pour terminer, c'est dans... Disons, j'ai vu, j'ai vu, c'est un conte disons ! La preuve qu'on peut trouver par terre là,... des gens, des scientifiques là, relever quelque chose, ça c'est une autre chose. Je dis moi aussi dans la nuit je rêve »,. Et à Michel Figuet, il aurait confié : « Il y a tellement de couillons dans le monde. Un jour, je vous dirai toute la vérité ».